# Bahnstrecke Assmannshausen–Jagdschloß
| Übersichtskarte der Zahnradbahnen zum Niederwald                                              |                     |                |                |
| Streckenlänge:                                                                                | 1,53 km             |                |                |
| Spurweite:                                                                                    | 1000 mm (Meterspur) |                |                |
|                                                                                               |                     |                |                |
| \| \| 0,00 \| Assmannshausen \| Assmannshausen \| \| \| 1,53 \| Jagdschloss \| Jagdschloss \| |                     |                |                |
| Kopfbahnhof Streckenanfang (Strecke außer Betrieb)                                            | 0,00                | Assmannshausen | Assmannshausen |
| Kopfbahnhof Streckenende (Strecke außer Betrieb)                                              | 1,53                | Jagdschloss    | Jagdschloss    |

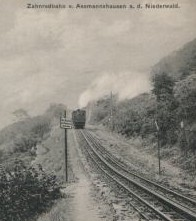
Dampfzug um 1910

Die Bahnstrecke Assmannshausen–Jagdschloss war eine 1,53 Kilometer lange und meterspurige Zahnradbahn von der Talstation Assmannshausen, heute ein Ortsteil von Rüdesheim am Rhein, zum Jagdschloss Niederwald. Von dort führte ein 2,5 Kilometer langer Waldweg zum Niederwalddenkmal. Sie verkehrte von 1886 bis 1917 jeweils in der Sommersaison, seit 1953 ersetzt die Niederwald-Seilbahn die 1922 abgebrochene Bahn. Betreibergesellschaft der Zahnradbahn war die Niederwald-Bahn-Gesellschaft, kurz NWB. 

## Technik
Um die Steilstrecke hinauf zum Jagdschloss mit einem Höhenunterschied von 230 Metern zu überwinden, wurde das Zahnradsystem Riggenbach verwendet. Die Züge wurden von Dampflokomotiven geführt, die immer talseitig fuhren.

## Geschichte
Die Bahn war das kleinere Schwesterprojekt der Niederwaldbahn von Rüdesheim zum Niederwalddenkmal. Beide Bahnstrecken, aus unterschiedlichen Initiativen gestartet, aber mit der gleichen Technik ausgeführt, wurden letztendlich in der Niederwald-Bahn-Gesellschaft vereinigt.

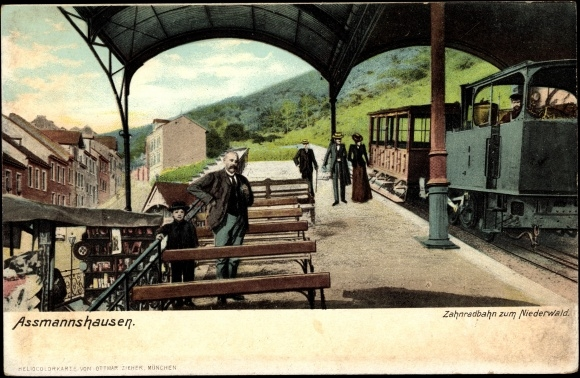
Im Talbahnhof

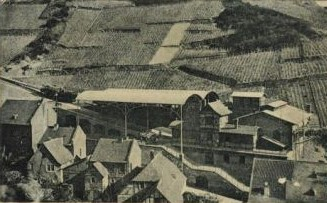
Talbahnhof um 1900 von der anderen Talseite

Die Bahnstrecke Aßmannshausen–Jagdschloß wurde am 10. Oktober 1885 im Probebetrieb eröffnet.
Es handelte sich um eine Bahnstrecke rein touristischen Charakters: Sie verkehrte nur vom Palmsonntag, Ostern oder 1. Mai bis Ende Oktober. Mit dem Ersten Weltkrieg brach der Tourismus und damit die Nachfrage drastisch ein, der Verkehr musste eingeschränkt und am 6. August 1917 ganz eingestellt werden.
1920 stellte die Betreibergesellschaft den Antrag auf Entbindung von der Betriebspflicht, dem 1921 stattgegeben wurde. 1922 wurden die Anlagen abgebrochen, Gleise und Fahrzeuge verschrottet.
Die Tourismuswirtschaft in Assmannshausen bedauerte den Verzicht auf die Bahn schon bald. 1925 gab es Bestrebungen, eine neue Bahn aus Mitteln des Kleinbahnfonds zu errichten. 1927 arbeitete Orenstein & Koppel das Projekt einer elektrifizierten meterspurigen Bahn aus, die von Assmannshausen über das Jagdschloss bis ans Niederwalddenkmal führen sollte. Ausgeführt wurde das Projekt nicht, vielmehr wurde eine Omnibuslinie eingerichtet. Am 8. Juli 1953 wurde schließlich zwischen Assmannshausen und dem Jagdschloss ein Sessellift in Betrieb genommen, der heute noch fährt.